# Träkvista

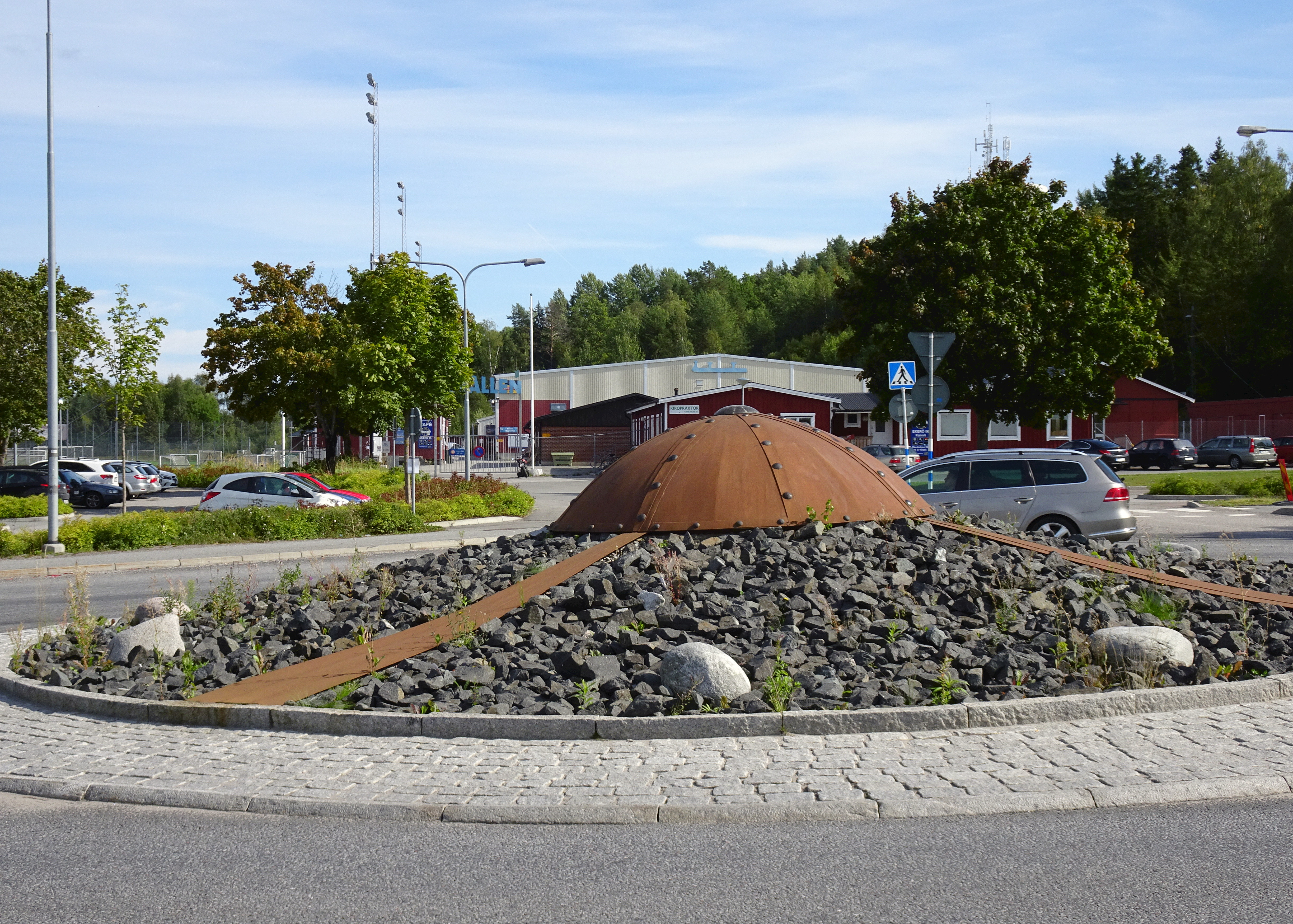
Träkvistarondellen.

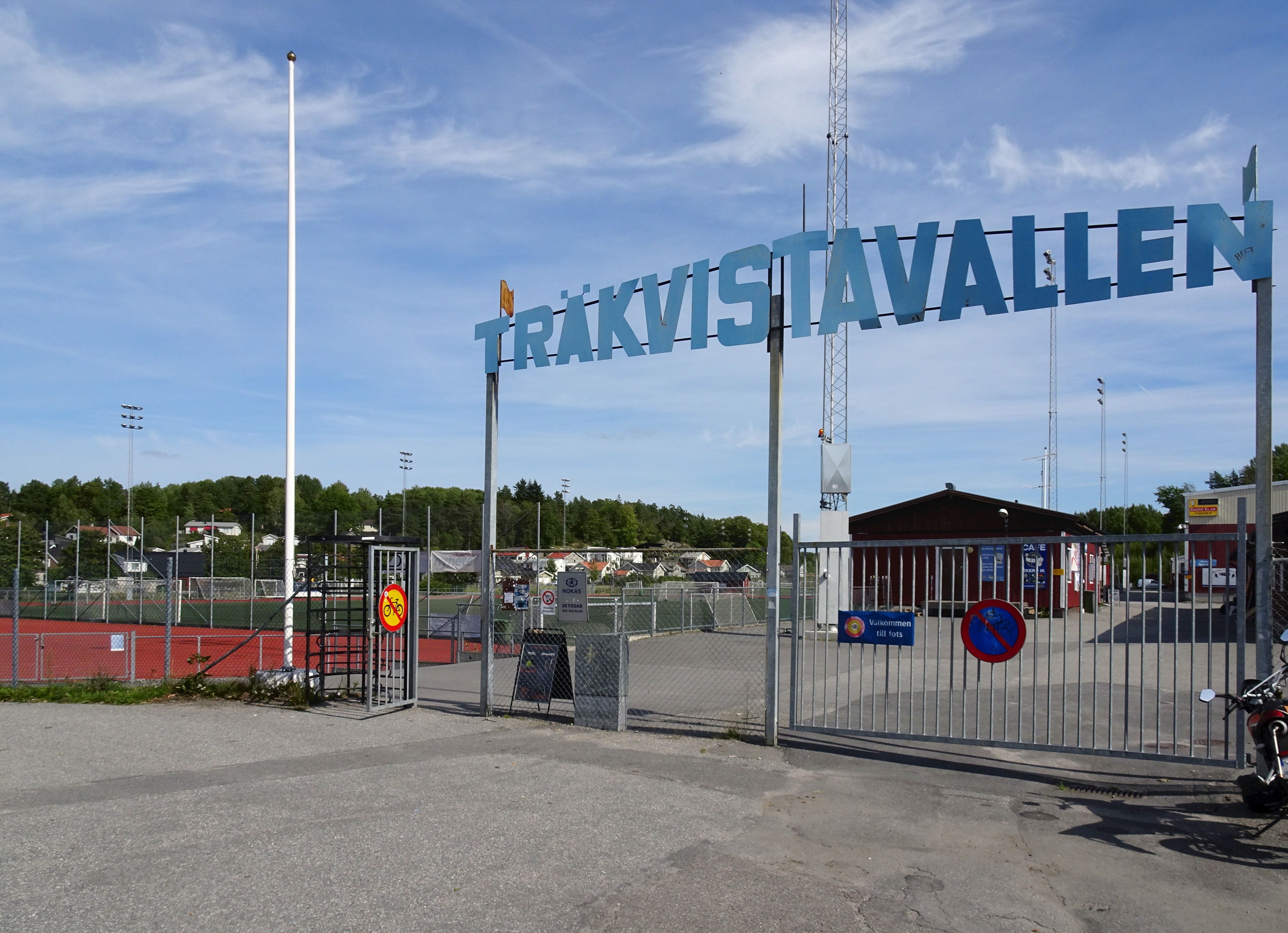
Träkvistavallen.

Träkvista är ett område inom tätorten Ekerö på Ekerön på Mälaröarna i Uppland i Stockholms län. 
Bebyggelsen utgörs av mestadels villor, kedje- och radhus. Där finns flera skolor: Träkvista skola, Sanduddens skola samt några förskolor. För idrotten finns  Ekerövallen, Träkvistavallen samt Vikingahallen. Vid Träkvista torg finns det en matvaruaffär, pizzeria/grill, färgaffär, leksaksaffär med mera och en restaurang. I närheten av Träkvista, vid Ekerövägen, ligger Fantans hög.
Träkvista by var fram till år 1990 Ekerö kommuns mittpunkt då Ekerö centrum invigdes samma år.